# Франкфурт Самуїл Григорович
Самуї́л Григо́рович Фра́нкфурт (1904, Київ — 1976, Москва) — радянський організатор виробництва. Генерал-майор інженерно-артилерійської служби (1944).

## Біографія
1927 року закінчив Ленінградський хіміко-технологічний інститут. Від 1928 року в Червоній армії. Начальник будівництва Кузнецького металургійного комбінату, потім інженер і начальник виробництва на заводі боєприпасів. Від 1937 року головний інженер хімічного комбінату Наркомату боєприпасів, в 1944—1947 роках начальник головного управління цього Наркомату (Міністерства).
Від 1947 року в запасі, до 1970 року — інженер на підприємствах хімічної промисловості.
Лауреат Сталінської премії. Нагороджено чотирма орденами.
Автор книги «Народження людини та сталі» (рос. «Рождение человека и стали»; 1935).